# Alex Fergusson (Musiker)
Alex Fergusson (* 16. Dezember 1952 in Glasgow) ist ein schottischer Gitarrist und Musikproduzent.
Fergusson spielt seit 1969 Gitarre. 1973 trat er erstmals mit einem weiteren Gitarristen als Folkduo live auf und nahm eigene Songs mit einer Begleitband im Studio auf. 1976 gründete er die Gruppe The Bold Bucks, mit der er ebenfalls Studioaufnahmen aufnahm. Anfang 1977 verließ er gemeinsam mit einem befreundeten Musiker Schottland. Die Wege trennten sich und Fergusson gründete gemeinsam mit Mark Perry die Punkband Alternative TV, die zeitweilig im Studio von Throbbing Gristle (TG) probten. Nach kurzer Zeit stieg Fergusson bei Alternative TV wieder aus, schrieb eigene Stücke und arbeitete zeitweilig mit Chris Carter von TG zusammen. TG waren es auch, die Fergusson 1978 zur Mitarbeit an einem Film von Fred & Judy Vermorel brachten, dem sich ein Filmmusikauftrag in Los Angeles anschloss. Zurück in London formierten die Vermorels und Fergusson die Band The Cash Pussies, die auf dem Höhepunkt der Punkwelle zwei Singles vorlegten, von denen sich 99% is shit über 10.000 mal verkaufte.
1979 schloss Fergusson einen Dreijahresvertrag als Musiker, Produzent und Komponist bei den Southern Studios ab, wo er Gruppen wie Orange Juice und die The Go-Betweens produzierte. 1980 arbeitete er wieder verstärkt mit den Musikern von Throbbing Gristle zusammen, die bei zwei Singleveröffentlichungen involviert waren (Peter Christopherson als Cover-Artist, G. P-Orridge als Texter), und auf deren Label Industrial Records Fergusson eine der Singles veröffentlichten. Gleichzeitig formierte er 1981 mit Mitgliedern der Cash Pussies eine kurzzeitige Neuauflage von Alternative TV, der jedoch kein Erfolg beschieden war.
1981 gründete er mit Genesis P-Orridge die Industrial-Band Psychic TV und schrieb deren meiste Stücke bis zu seinem Ausstieg 1987. Fergusson prägte das Klangbild der Band in dieser Epoche enorm und das Spannungsfeld der Industrialklänge von Orridge und Christopherson einerseits und Fergussons balladesken Kompositionen andererseits trug viel zur Popularität der damaligen Studioalben bei. Er schrieb darüber hinaus das gesamte Live-Repertoire der Band, das sich von den Studioalben deutlich unterschied. Fergusson war mit Psychic TV auf mehreren Tourneen in Großbritannien, Deutschland, USA und Skandinavien, zuletzt auf Welttournee 1986 und ist auf mindestens 20 Alben der Band zu hören.
Auch nach seinem Ausstieg hat er sporadisch noch an einzelnen Konzerten oder Nebenprojekten früherer Bandmitglieder von Alternative TV als auch von Psychic TV mitgewirkt: 1990 spielte er mit Psychic TV auf dem Reading Festival, 1991 produzierte er mit Genesis P-Orridge ein Album der Popguns, 1994 und 1995 absolvierte er Liveauftritte mit Alternative TV und 1999 ein abermaliges Gastspiel beim Abschiedskonzert „Time’s up“ von Psychic TV.
Als Musikproduzent hat Fergusson nach der Zeit bei Psychic TV zunächst die Gaye Bykers on Acid betreut. 1993 veröffentlichte er eine unbetitelte Solo-LP, 1996 folgte das Album Perverse Ballads, 2001 The Essence und 2006 The Castle.
Fergusson arbeitete in den vergangenen Jahren mehrfach mit Rose McDowall (ex-Strawberry Switchblade), mit der er auch beim Wave-Gotik-Treffen in Leipzig 2002 zu sehen war.